# Ariscianne
Ariscianne è il nome di un'area archeologica di Barletta, parzialmente sommersa, che si estende dalla spiaggia di Levante al confine con la vicina città di Trani.

## Storia
L'area archeologica si estende per circa 4 km a sud dell'abitato di Barletta, tra la zona industriale e il confine con la città di Trani.
Pur nota dagli anni '70, fu approfondita solo durante anni '90, grazie all'impegno e alla passione di esperti e studiosi del luogo. Durante quel periodo vennero catalogati centinaia di reperti, tra i quali anche numerose pietre amorfe.
A distanza di circa 30 anni dalle scoperte archeologiche, l'area continua a soffrire una scarsa gestione e valorizzazione.
Da molti anni, alcuni reperti sono conversati nella chiesa sconsacrata di Sant'Antonio, posta nel centro storico di Barletta.